# Hendrik IX van Lubin
Hendrik IX van Lubin (1369 - tussen 9 januari 1419 en 10 juli 1420) was van 1399 tot 1400 hertog van Brieg (Brzeg) en vanaf 1400 hertog van Lüben (Lubin), Haynau (Chojnów) en Ohlau (Oława). Hij behoorde tot het huis Piasten.

## Levensloop
Hendrik IX was de oudste zoon van hertog Hendrik VII van Brieg en diens eerste echtgenote Helena van Orlamünde, dochter van hertog Otto V van Orlamünde.
Na de dood van zijn vader in 1399 volgden Hendrik IX en zijn jongere halfbroer Lodewijk II hun vader op als hertog van Brieg. In 1400 verdeelden de halfbroers de erfenis van hun vader, waarbij Hendrik de districten Luben, Haynau en Ohlau kreeg en Lodewijk de districten Brieg, Kreuzburg en Konstadt behield. 
Kort na zijn overlijden tussen januari 1419 en juli 1420 sloten Hendriks zonen Ruprecht II, Wenceslaus III en Lodewijk III een erfverdrag met hun oom Lodewijk II, waarin ze afspraken dat als Lodewijk II zonder mannelijke nakomelingen zou sterven de drie broers diens bezittingen zouden erven. In 1436 stierf Lodewijk II effectief zonder mannelijke nakomelingen, waarna er lange erfruzies volgden die tot in 1469 zouden duren.

## Huwelijk en nakomelingen
In 1396 huwde Hendrik IX met Anna van Teschen (1374 - circa 1405), dochter van hertog Przemyslaw I Noszak. Ze kregen volgende kinderen:
- Ruprecht II (1396/1402 - 1431), hertog van Lüben
- Wenceslaus III (1400-1423), hertog van Ohlau
- Catharina (1400-1424), huwde in 1423 met graaf Albrecht III van Lindow-Rupin
- Anna (1403-1420)
- Hedwig (1404 - na 1432), vanaf 1416 kanoniese van Trebnitz
- Lodewijk III (1405-1441), hertog van Ohlau en hertog van Lüben.